# Jimmy Dickinson
Pour les articles homonymes, voir Dickinson.
James William « Jimmy » Dickinson (né le 24 avril 1925 - décédé le 9 novembre 1982 à Alton, Hampshire) était un footballeur anglais qui jouait au poste de milieu de terrain.

## Biographie
Dickinson détient le record de matches disputés avec Portsmouth (845). Il compte également 48 sélections en équipe d'Angleterre de football de 1949 à 1956, période durant laquelle il n'a marqué aucun but.
Il est décédé en 1982, à l'âge de 57 ans, d'une crise cardiaque.